# TROS
Pour l’article homonyme, voir Tros.
La TROS (à l'origine, un acronyme pour Televisie Radio Omroep Stichting, « Fondation de radio-télévision ») était une organisation publique néerlandaise de radio et de télévision faisant partie de la Nederlandse Publieke Omroep (Radiodiffusion publique des Pays-Bas). Ce diffuseur était connu pour ses programmes de divertissement, ses jeux télévisés, ses concerts en plein air et ses émissions sur la musique folklorique néerlandaise comme Tros Muziekfeest op het Plein et TROS Sterren TV qui était une chaîne numérique.
Le 1er janvier 2014, la TROS a fusionné avec l'AVRO pour devenir AVROTROS. Depuis le 7 septembre 2014, tous les programmes existants des deux radiodiffuseurs diffusent sous le nom d'« AVROTROS », mais on peut encore apercevoir, dans les plateaux des émissions de TROS, le fameux logo de TROS en forme de soleil.

## Histoire
Au début des années 1960, un groupe d'entrepreneurs qui n'aimaient pas le type et la qualité de télévision montrée par la seule chaîne publique des Pays-Bas acquiert une plate-forme de forage aux larges des côtes de la mer du Nord - l'île REM - , monte un émetteur de télévision et commence à diffuser des émissions de télévision américaines comme Monsieur Ed, le cheval qui parle.
Cette nouvelle télévision pirate s'avère très populaire mais elle est arrêtée par un raid du gouvernement qui déclare que l'émetteur de l'île transgresse la réglementation du spectre des fréquences. En raison du tollé venant de la population et de l'agitation politique provoquée par cette action, les entrepreneurs sautent sur l'occasion de devenir légitime en étant un complément aux cinq associations de radiodiffusion qui s'étaient distribuées les plages horaires en fonction de leur participation au système de radiodiffusion public néerlandais. Pour cela, ils fondent TROS en 1964 qui se développe rapidement.
Son arrivée marque une évolution dans le domaine de l'audiovisuel néerlandais, car il ne tient pas son origine d'un parti politique ou d'une communauté religieuse comme les autres diffuseurs mais il vise à fournir les programmes que les téléspectateurs souhaitent voir.
Il devient vite évident que les téléspectateurs préfèrent la plupart du temps des séries américaines et des programmes légers. Les autres stations de radio et chaînes de télévision commencent donc à emboîter le pas pour maintenir le public sur leurs antennes. Pour décrire ce phénomène, le nom de TROS a même été transformé en verbe. Cela fut un point de discorde dans les années 1970 où certains pensaient que les chaînes de télévision et le stations de radios présentes depuis longtemps ne devaient pas s'incliner devant le plaisir et la superficialité du téléspectateur moyen. Il a été pensé que ces chaînes devaient à se concentrer sur des sujets comme l'éducation, la culture, la politique, etc. Ceux-ci étaient donc le principal aliment de base de ces stations. Cependant, la concurrence pour TROS était plus forte en théorie qu'en pratique.
En 1988, la station fait l'objet d'une première tentative de commercialisation. En 2004, TROS célèbre son 40e anniversaire.
Enfin, TROS publie deux guides TV : Tros Kompas et TV-krant.

## Programmes

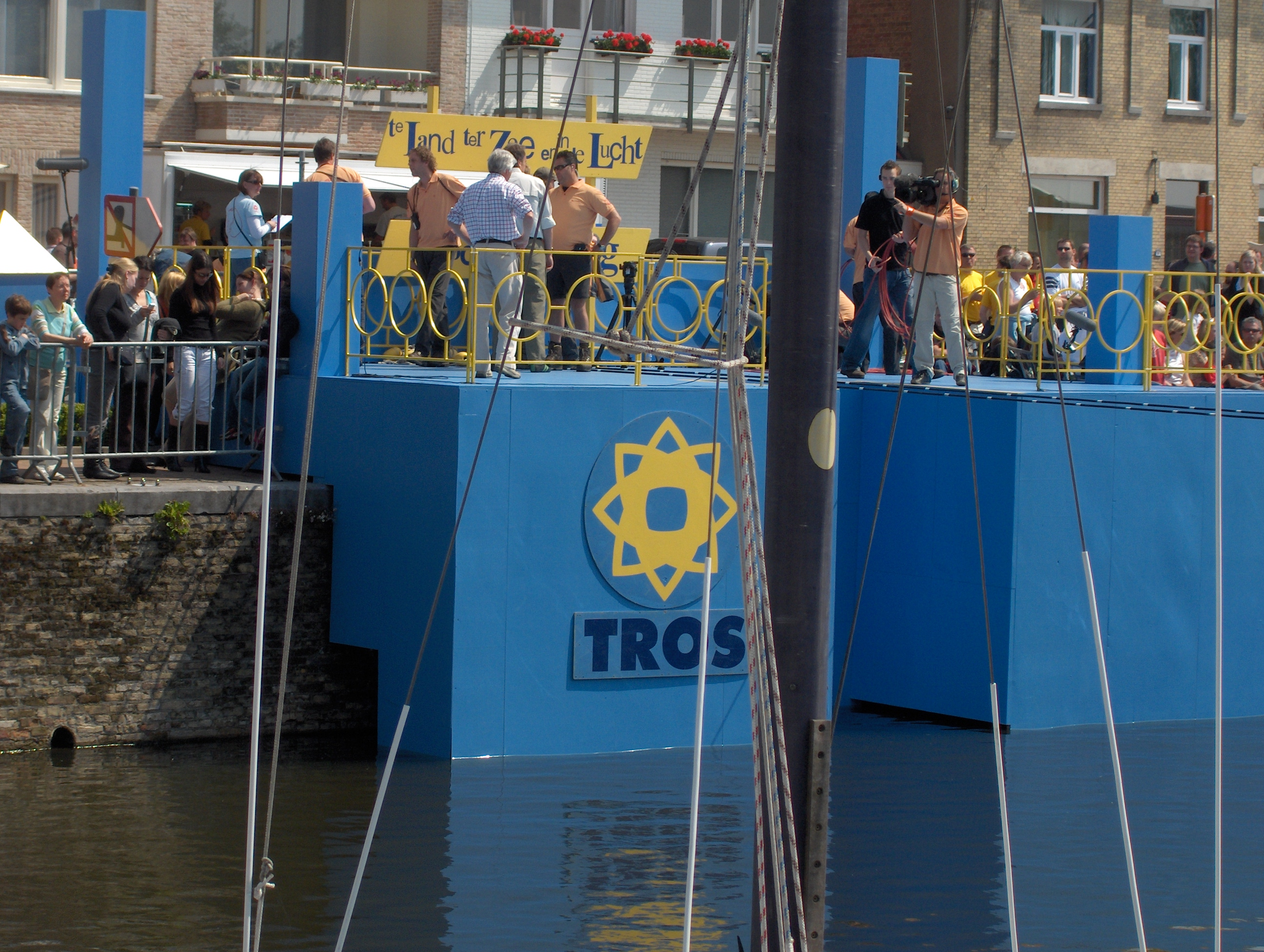
L'enregistrement du jeu Te land, ter zee en in de lucht à Furnes (Flandre, Belgique) en juin 2006.

### Télévision

#### Jeux
- Lingo, la version originale de Motus
- Eén tegen 100 (nl), la version originale de 1 contre 100
- Miljoenenjacht (nl) (« La chasse aux millions »), un quiz avec différents tours dans lequel dans un premier temps chaque membre du public répond aux questions du quiz puis les membres avec le moins de bonnes réponses se font éliminer jusqu'à ce qu'il n'en reste qu'un qui participe alors à un jeu du type À prendre ou à laisser. (plus diffusé)
- Te land, ter zee en in de lucht (nl) (« Sur terre, en mer et dans les airs »), dans lequel les candidats doivent parcourir un pont étroit avec divers véhicules créés par eux-mêmes aussi rapidement que possible.
- Spel zonder grenzen
- De Leukste Thuis (nl) (« Le bouffon de la famille »), un programme semblable à Vidéo Gag

#### Sur la sécurité et les consommateurs
- TROS Radar (nl), programme sur les droits du consommateur où les consommateurs sont assistés dans leurs défis par des entreprises et des organisations gouvernementales.
- Opgelicht?! (nl) (« Victime d'une arnaque ?! »), programme qui tracte les escrocs et les fraudes avec leurs victimes et qui donne des conseils sur la façon d'éviter d'être victime d'une arnaque.
- Vermist (« Disparus »), programme où Jaap Jongbloed (nl) part à la recherche d'une personne disparue.

#### Informations
- EénVandaag (nl) (« La Une Aujourd'hui »), programme comprenant un bulletin d'informations quotidien et des documentaires (avec l'AVRO)
- TROS TV Show (nl), un débat télévisé hebdomadaire.

#### Divertissement
- Dit was het nieuws (nl) (« Cela était les nouvelles »), programme qui donne une vue satirique sur les dernières nouvelles (version néerlandaise de Have I Got News for You).
- Bassie et Adriaan, une émission pour enfants extrêmement populaire dans les années 1980 et 90 (plus diffusée par TROS).
- Spoed (nl) (« Urgences »), une série médicale comparable à Urgences.

#### Musique
- Concours Eurovision de la chanson (de 2010 à 2013)
- The Kids Top 20 est un programme musical flamand et néerlandais destiné aux enfants de 6 à 12 ans. Le premier épisode a été diffusé le 12 janvier 2003.

### Radio
- Mega Top 50
- Single Top 100
- Nieuwsshow (nl) (Émission d'information)
- Gouden Uren (nl) (Heures d'or)